# Temporada 1980 del Campeonato Mundial de Rally
La temporada 1980 fue la 8º edición del Campeonato Mundial de Rally. Comenzó el 19 de enero en el Rally de Montecarlo y finalizó el 14 de diciembre en el Rally de Costa de Marfil.
Entre los equipos oficiales que afrontaron el campeonato mundial ese año, destacaban Fiat que volvía al panorama internacional tras los éxitos de años anteriores. Por su parte Ford que había ganado el año anterior se retiró y cedió todo su material al preparador David Sutton, que preparó un programa completo con Ari Vatanen y finalmente con Hannu Mikkola. Por su parte Fiat, mantuvo a Walter Röhrl y a Markku Alén; Opel estrenó el Ascona 400 y conservó como pilotos a Anders Kullang y a Jochi Klient; Mercedes con Hannu Mikkola y Björn Waldegård y Datsun y Talbot ampliaron sus programas que contaban con Timo Salonen con un 160 J el primero y con Henri Toivonen y Guy Fréquelin con sendos Sunbeam, el segundo.
En cuanto al calendario se mantuvo igual, salvo por el estreno del Rally Codasur en sustitución del Critérium de Quebec, con lo que la FIA mantenía una fecha en el continente americano. Por su parte el Rally de Suecia y el Mil Lagos solo fueron puntuables para el campeonato de pilotos.

## Desarrollo
El año comenzó con el clásico Rally de Montecarlo, donde Walter Röhrl venció gracias en parte a la retirada de Markku Alén, y marcó el primer triunfo del año y el primero de los cuatro que el alemán ganaría en Montecarlo a lo largo de su carrera deportiva. El finlandés había dicho en la cita monegasca “O gano o me salgo”, y efectivamente terminó saliéndose. Segundo fue Bernard Darniche que la gran cantidad de nieve impidió al francés plantar batalla con su Stratos al alemán, aunque finalizó por delante de Waldegard que corría con el tercer Fiat 131 Abarth. Cuarto finalizó Anders Kullang con el Ascona 400, quinto el Volkswagen Golf GTI de Per Eklund y sexto el Fiat Ritmo Abarth de Attilio Bettega, estos dos últimos que debutaban en el mundial.
Tras Montecarlo se disputó el Rally de Suecia donde venció Anders Kullang con el Ascona, segundo Blomqvist con un Saab 99 y tercero el Fiat privado de Waldegard. La victoria de Kullang le valió situarse líder provisional del mundial con dos puntos sobre Waldegard.
En Portugal se vivió una intensa batalla entre Röhrl y Alén. En el tramo de Arganil de 42 km al que llamaban “el infierno verde” se vivió un duelo emocionante donde el alemán sentenció la carrera y demostró que era el firme candidato al título. En aquel tramo, que se disputó una lluviosa mañana de marzo entre densos bosques y pistas convertidas en auténticos lodazales, se salieron en la misma curva hasta cuatro pilotos, que terminaron con sus coches unos encima de otros. Kullang, Kleint, Vatanen y Mikkola dejaron vía libre a Rohrl y Alén que a pesar de haber recibido órdenes de su jefe de equipo, Césare Fiorio, de no atacarse mutuamente, se enzarzaron en una lucha que ganó el alemán y de manera implacable, sacándole tres minutos y medio a Waldegard y casi cinco a Alén. De esta manera ganó la prueba, seguido muy de lejos por su compañero Alén a catorce minutos y de Fréquelin con el Subeam Lotus a más de treinta y se convirtió en el gran favorito al mundial.
Al Rally Safari no acudió el equipo Fiat, y Mercedes se presentó con sus pilotos, que aspiraba a sumar puntos allí donde la marca italiana no acudiese. Sin embargo, el equipo alemán se llevó un batacazo en la prueba africana. Envió cuatro Mercedes 450 SLC pilotados por Waldegard, Mikkola, Cowan y Preston Jr. y solo este último logró terminar la carrera, aunque en el tercer cajón del podio, mientras que sus compañeros abandonaron por diversos motivos: roturas de puentes traseros, fallos en el motor a causa del polvo y salidas de carretera en las que incluso el copiloto de Mikkola llegó a lesionarse. La prueba la ganó Mehta con su Datsun 160 J y segundo fue Rauno Aaltonen también con un Datsun.
En la siguiente prueba que se disputó en Grecia, Ari Vatanen se llevó la primera victoria en su carrera deportiva y lo hizo con el Ford Escort RS 1800, demostrando el potencial del mismo sobre los tramos de tierra. Segundo fue Timo Salonen con el Datsun 160 J y tercero Alén, que junto con el quinto puesto de Röhrl lograron sumar puntos en el que fue uno de los pocos reveses que sufrió Fiat en toda la temporada.
En el Rally de Argentina, que se estrenaba en el mundial, los Fiat de nuevo dominaron la carrera, donde Röhrl logró su segunda victoria, seguido del Mercedes de Mikkola y del otro Fiat del piloto local Carlos Reutemann, que fue el primer podio para un argentino en el mundial de rally, además de ser el mejor resultado que un piloto de Fórmula 1 que logrado hasta la actualidad.

### Röhrl se impone
En la mitad de la temporada el alemán se situaba líder del mundial, mientras que su compañero de equipo Alén solo había conseguido un podio, hasta que llegó el Rally de Finlandia donde mantuvo una dura batalla con su compatriota Vatanen, al que venció por menos de un minuto. Tercero, pero muy alejado se situó Eklund con un Triumph TR7 V8, que logró un magnífico tercer puesto (y a la postre único podio en toda su historia) para la marca británica.
Tras la cita finlandesa se disputó el Rally de Nueva Zelanda a la que inicialmente Röhrl no tenía prevista acudir, que a esas alturas ya hacía números para hacerse con el mundial. Logró un segundo puesto, por detrás de Salonen y por delante del Mercedes de Mikkola.

### Röhrl y Fiat campeones
En el Rally de San Remo Walter Röhrl sentenció el campeonato. Su compañero Alén abandonó muy temprano, de la misma manera que todos los Ascona 400, tanto los oficiales como los privados. Sin los Opel, el alemán mantuvo a raya a Vatanen y Mikkola, que lo acompañaron en el podio, y celebró y el campeonato de pilotos. Con el título matemáticamente decidido y a falta de solo tres pruebas, solo bastaba por saber que equipo lograría del campeonato de marcas.
La siguiente prueba en disputar sería el Rally de Córcega donde a Fiat les bastaba con que Röhrl finalizase por delante de los Datsun. Por su parte la marca japonesa, aunque con opciones, tenía muy complicado alzarse con el campeonato, y solo le valía vencer en las tres carreras restantes y que Fiat no puntuara en ninguna de ellas. En Córcega por tanto, el alemán aseguró el título marcándose una carrera táctica, sin preocuparse por el ritmo del Porsche 911 SC de Jean-Luc Thérier que ganó el rally con una ventaja de diez minutos sobre Röhrl. El francés logró una victoria en su tierra, gracias en parte al abandono del Renault 5 Turbo de Jean Ragnotti, y rompió una mala racha personal de diecinueve abandonos consecutivos, desde Corcega 1975 hasta Grecia 1980. Por su parte, los Datsun no estuvieron a la altura, y el mejor resultado para la marca japonesa fue el sexto puesto de Dawson, que dio a Fiat el tercer título de constructores.

### Toivonen: victoria con récord
En la penúltima prueba del año que se celebró en Inglaterra, y ya con todo decidido, venció un joven Henri Toivonen a bordo de un Talbot Sunbeam Lotus, logrando su primera victoria personal y se convirtió en el piloto más joven en ganar una prueba del mundial, récord que no se rompió en veinticinco años.  Con la victoria de Toivonen, se rompió también una racha de nueve victorias consecutivas de los Ford en la prueba inglesa, demostrando el potencial de los Talbot ya que Frequelin y Brookes terminaron tercero y cuarto por detrás del Escort de Mikkola.
La última cita del año fue el Rally Costa de Marfil donde los Mercedes se impusieron sin apenas rivales. Bjorn Waldegard venció, seguido de su compañero Jorge Recalde que subió de la octava a la tercera plaza del mundial gracias a la ausencia del resto de pilotos.
Mercedes que tras el resultado en Costa de Marfil, terminó cuarto en el campeonato de constructores, anunció que para 1981 lucharía por el título, y llegó incluso a fichar a Walter Röhrl, puesto que Fiat había decidido no revalidar el título, pero de la noche a la mañana canceló su programa y dejó a Röhrl sin equipo para el año siguiente y el mundial más abierto que nunca.

## Calendario
| N.º | Fecha                 | Rally                    | Superficie     |
| --- | --------------------- | ------------------------ | -------------- |
| 1   | 19 – 25 de enero      | Rally de Montecarlo      | Asfalto        |
| 2   | 15 – 17 de febrero    | Rally de Suecia          | Nieve/Hielo    |
| 3   | 4 – 9 de marzo        | Rally de Portugal        | Tierra/Asfalto |
| 4   | 3 - 7 de abril        | Rally Safari             | Tierra         |
| 5   | 26 – 29 de mayo       | Rally Acrópolis          | Tierra         |
| 6   | 19 - 24 de julio      | Rally de Argentina       | Tierra         |
| 7   | 29 - 31 de agosto     | Rally de Finlandia       | Tierra         |
| 8   | 13 - 17 de septiembre | Rally de Nueva Zelanda   | Tierra         |
| 9   | 6 – 11 de octubre     | Rally de San Remo        | Tierra/Asfalto |
| 10  | 24 – 25 de octubre    | Rally de Córcega         | Asfalto        |
| 11  | 16 – 19 de noviembre  | Rally de Gran Bretaña    | Tierra/Asfalto |
| 12  | 9 - 14 de diciembre   | Rally de Costa de Marfil | Tierra         |

- Fuente[5]

## Resultados

### Campeonato de Pilotos
| Pos. | Piloto                    | MON | SWE | POR | KEN | GRE | ARG | FIN | NZL | ITA | FRA | GBR | CDM | Puntos |
| ---- | ------------------------- | --- | --- | --- | --- | --- | --- | --- | --- | --- | --- | --- | --- | ------ |
| 1    | Walter Röhrl              | 1   |     | 1   |     | 5   | 1   |     | 2   | 1   | 2   |     |     | 118    |
| 2    | Hannu Mikkola             | Ret | 4   | Ret | Ret | Ret | 2   | Ret | 3   | 3   |     | 2   | Ret | 64     |
| 3    | Björn Waldegård           | 3   | 3   | 4   | 10  | Ret | Ret |     | 5   |     |     | Ret | 1   | 63     |
| 4    | Ari Vatanen               | Ret |     | Ret |     | 1   |     | 2   |     | 2   |     | Ret |     | 50     |
| 5    | Anders Kulläng            | 4   | 1   | Ret |     | 4   |     | Ret |     | Ret |     | 5   |     | 48     |
| 6    | Markku Alén               | Ret |     | 2   |     | 3   | Ret | 1   |     | Ret |     | DNS |     | 47     |
| 7    | Timo Salonen              |     | 7   | Ret |     | 2   |     | 6   | 1   | Ret | Ret | Ret |     | 45     |
| 8    | Guy Fréquelin             | Ret |     | 3   |     |     |     |     |     | 4   | Ret | 3   |     | 34     |
| 9    | Shekhar Mehta             |     |     |     | 1   | Ret | 4   |     |     |     |     |     | Ret | 30     |
| 10   | Henri Toivonen            |     |     | Ret |     |     |     | Ret |     | 5   |     | 1   |     | 28     |
| 11   | Per Eklund                | 5   | 8   | Ret |     |     |     | 3   |     |     |     | Ret | 7   | 27     |
| 12   | Jean-Luc Thérier          | Ret |     | Ret |     | Ret |     |     |     |     | 1   |     |     | 20     |
| 13   | Vic Preston, Jr.          |     |     |     | 3   | 14  |     |     |     |     |     |     | 5   | 20     |
| 14   | Jorge Recalde             |     |     | 8   |     | 12  | Ret |     |     |     |     |     | 2   | 18     |
| 15   | Björn Johansson           |     | 5   |     |     |     |     | 4   |     |     |     | Ret |     | 18     |
| 16   | Bernard Darniche          | 2   |     | Ret |     | Ret |     |     |     |     | Ret |     |     | 15     |
| 16   | Stig Blomqvist            |     | 2   |     |     |     |     |     |     |     |     | Ret |     | 15     |
| 16   | Rauno Aaltonen            |     |     |     | 2   |     |     |     |     |     |     |     |     | 15     |
| 19   | Attilio Bettega           | 6   |     | Ret |     | 8   | Ret |     |     | 6   | Ret | ?   |     | 15     |
| 20   | Alain Coppier             | 9   |     |     |     |     |     |     |     |     | 3   |     |     | 14     |
| 21   | Carlos Reutemann          |     |     |     |     |     | 3   |     |     |     |     |     |     | 12     |
| 21   | Alain Ambrosino           |     |     |     |     |     |     |     |     |     |     |     | 3   | 12     |
| 23   | Michèle Mouton            | 7   |     |     |     |     |     |     |     |     | 5   |     |     | 12     |
| 24   | Ove Andersson             |     |     | 6   |     | 6   |     |     |     |     |     |     | Ret | 12     |
| 25   | Jean-Claude Lefèbvre      |     |     |     |     | Ret | 5   |     |     |     |     |     | 8   | 11     |
| 26   | Mike Kirkland             |     |     |     | 4   |     |     |     |     |     |     |     | Ret | 10     |
| 26   | George Fury               |     |     |     |     |     |     |     | 4   |     |     |     |     | 10     |
| 26   | Bruno Saby                | 15  |     |     |     |     |     |     |     |     | 4   |     |     | 10     |
| 26   | Russell Brookes           |     |     |     |     |     |     |     |     |     |     | 4   |     | 10     |
| 26   | Samir Assef               |     |     |     |     |     |     |     |     |     |     |     | 4   | 10     |
| 31   | Ingvar Carlsson           | 11  | 10  | 5   |     | Ret |     |     | Ret |     |     |     |     | 9      |
| 32   | Andy Dawson               | Ret |     | Ret |     |     |     |     |     |     | 6   | 8   |     | 9      |
| 33   | Jean-Pierre Nicolas       |     |     |     | 5   |     |     |     |     |     |     |     |     | 8      |
| 33   | Lasse Lampi               |     |     |     |     |     |     | 5   |     |     |     | Ret |     | 8      |
| 35   | Timo Mäkinen              | 14  |     |     |     | 10  | Ret | 22  |     |     |     | 6   | Ret | 7      |
| 36   | Pentti Airikkala          |     | 6   |     |     |     |     | Ret | Ret |     |     | Ret |     | 6      |
| 36   | Andrew Cowan              |     |     |     | 6   | Ret | Ret |     | Ret |     |     |     | Ret | 6      |
| 36   | Domingo De Vitta          |     |     |     |     |     | 6   |     |     |     |     |     |     | 6      |
| 36   | Paul Adams                |     |     |     |     |     |     |     | 6   |     |     |     |     | 6      |
| 36   | Sandro Munari             |     |     |     |     |     |     |     |     |     |     |     | 6   | 6      |
| 41   | Jochi Kleint              | 8   |     | Ret | 9   | 11  |     |     |     | Ret |     |     |     | 5      |
| 42   | Carlos Torres             |     |     | 7   |     | Ret |     |     |     |     |     |     |     | 4      |
| 42   | Yoshio Iwashita           |     |     |     | 7   |     |     |     |     |     |     |     |     | 4      |
| 42   | Harry Källström           |     |     |     | Ret | 7   | Ret |     |     | Ret |     |     |     | 4      |
| 42   | Francisco Alcuaz          |     |     |     |     |     | 7   |     |     |     |     |     |     | 4      |
| 42   | Tapio Rainio              |     |     |     |     |     |     | 7   |     |     |     |     |     | 4      |
| 42   | Paddy Davidson            |     |     |     |     |     |     |     | 7   |     |     |     |     | 4      |
| 42   | Angelo Presotto           |     |     |     |     |     |     |     |     | 7   |     |     |     | 4      |
| 42   | Christian Gardavot        | 97  |     |     |     |     |     |     |     |     | 7   |     |     | 4      |
| 42   | Tony Pond                 |     |     | Ret |     |     |     |     |     |     |     | 7   |     | 4      |
| 51   | Johnny Hellier            |     |     |     | 8   |     |     |     |     |     |     |     |     | 3      |
| 51   | Néstor García Veiga       |     |     |     |     |     | 8   |     |     |     |     |     |     | 3      |
| 51   | Erkki Pitkänen            |     |     |     |     |     |     | 8   |     |     |     |     |     | 3      |
| 51   | David Parkes              |     |     |     |     |     |     |     | 8   |     |     |     |     | 3      |
| 51   | Antonillo Zordan          |     |     |     |     |     |     |     |     | 8   |     |     |     | 3      |
| 51   | Paul Rouby                | 25  |     |     |     |     |     |     |     |     | 8   |     |     | 3      |
| 57   | Salvador Servià           | 9   |     |     |     |     |     |     |     |     |     |     |     | 2      |
| 57   | Bengt Nilsson             |     | 9   |     |     |     |     |     |     |     |     |     |     | 2      |
| 57   | Raymond 'Ray' Rué         | ?   |     | 9   |     | Ret |     | 37  |     | Ret |     |     |     | 2      |
| 57   | Tasos 'Siroco' Livieratos |     |     |     |     | 9   |     |     |     |     |     |     |     | 2      |
| 57   | Federico West             |     |     |     |     |     | 9   |     |     |     |     |     |     | 2      |
| 57   | Heikki Enomaa             |     |     |     |     |     |     | 9   |     |     |     |     |     | 2      |
| 57   | Glenn McIntyre            |     |     |     |     |     |     |     | 9   |     |     |     |     | 2      |
| 57   | Giorgio Bernocchi         |     |     |     |     |     |     |     |     | 9   |     |     |     | 2      |
| 57   | Jean-Felix Farrucci       |     |     |     |     |     |     |     |     |     | 9   |     |     | 2      |
| 57   | Bror Danielsson           |     | Ret |     |     | Ret |     |     |     |     |     | 9   |     | 2      |
| 57   | Jean-François Vincens     |     |     |     |     |     |     |     |     |     |     |     | 9   | 2      |
| 68   | Maciej Stawowiak          |     |     | 10  |     | 17  |     |     |     |     |     | Ret |     | 1      |
| 68   | Jorge Maggi               |     |     |     |     |     | 10  |     |     |     |     |     |     | 1      |
| 68   | Peter Geitel              |     |     |     |     |     |     | 10  |     |     |     |     |     | 1      |
| 68   | Morrie Chandler           |     |     |     |     |     |     |     | 10  |     |     |     |     | 1      |
| 68   | Massimo Paolieri          |     |     |     |     |     |     |     |     | 10  |     |     |     | 1      |
| 68   | Jean Bagarry              |     |     |     |     |     |     |     |     |     | 10  |     |     | 1      |
| 68   | George Hill               |     |     |     |     |     |     |     |     |     |     | 10  |     | 1      |
| 68   | Naguib Saad               |     |     |     |     |     |     |     |     |     |     |     | 10  | 1      |

- Referencias[6]

### Campeonato de Constructores
| Pos. | Constructor | MON | POR | KEN | GRE | ARG | NZL | ITA | FRA | GBR | CDM  | Puntos |
| ---- | ----------- | --- | --- | --- | --- | --- | --- | --- | --- | --- | ---- | ------ |
| 1.   | Fiat        | 18  | 18  |     | 15  | 18  | 17  | 18  | 16  |     | (11) | 120    |
| 2.   | Datsun      |     |     | 18  | 17  | 14  | 18  |     | 13  | 8   | 5    | 93     |
| 3.   | Ford        | 8   | 12  |     | 18  | 11  | 8   | 16  |     | 17  |      | 90     |
| 4.   | Mercedes    |     | 13  | 16  |     | 17  | 15  |     |     |     | 18   | 79     |
| 5.   | Opel        | 12  |     | 13  | 13  |     |     | 10  | 10  | 13  |      | 71     |
| 6.   | Talbot      |     | 16  |     |     |     |     | 15  |     | 18  |      | 49     |
| 7.   | Toyota      |     | 9   |     | 9   |     |     |     |     |     | 14   | 32     |
| 8.   | Peugeot     |     |     |     | 2   | 12  |     |     |     |     | 16   | 30     |
| 9.   | Porsche     | 10  |     |     |     |     |     |     | 18  |     |      | 28     |
| 10.  | Lancia      | 16  |     |     | 4   |     |     |     |     |     |      | 20     |
| 11.  | Vauxhall    |     |     |     |     |     | 12  |     |     | 4   |      | 16     |
| 12.  | Volkswagen  | 14  |     |     |     |     |     |     |     |     |      | 14     |
| 13.  | Renault     |     |     |     |     |     |     |     | 12  |     |      | 12     |
| 14.  | Triumph     |     |     |     |     |     |     |     |     | 9   |      | 9      |
| 15.  | Mitsubishi  |     |     |     |     |     | 2   |     |     |     | 7    | 9      |
| 16.  | FSO         |     | 2   |     |     |     |     |     |     |     |      | 2      |

- Referencias[7]